# Градина (Пловдивська область)
Гради́на (болг. Градина) — село в Пловдивській області Болгарії. Входить до складу общини Пирвомай.

## Населення
За даними перепису населення 2011 року у селі проживали 2411 осіб.
Національний склад населення села:
| Національність   | Кількість осіб | Відсоток |
| ---------------- | -------------- | -------- |
| болгари          | 1997           | 92,4%    |
| цигани           | 154            | 7,1%     |
| не визначились   | 7              | 0,3%     |
| Всього відповіли | 2161           |          |

Розподіл населення за віком у 2011 році:
Динаміка населення: